# Иванов, Евгений Нилович
Иванов Евгений Нилович — Герой Советского Союза, командир эскадрильи 999-го штурмового авиационного полка (277-я штурмовая авиационная дивизия, 13-я воздушная армия, Ленинградский фронт), капитан.

## Биография
Родился 26 февраля 1921 года в посёлке Лысьва, ныне город Пермского края, в семье рабочего. Русский. После школы в 1936 году поступал в лётное училище, но не прошёл по возрасту. В 1939 году окончил Пермский медицинский техникум и аэроклуб.
В декабре 1939 года был призван в Красную Армию. В 1940 году окончил Пермскую военную школу пилотов и в звании младшего лейтенанта направлен в строевую часть.
На фронте в Великую Отечественную войну с мая 1943 года. Воевал в составе 999-го штурмового авиационного полка на Ленинградском фронте. Участвовал в боях за освобождение Прибалтики, в Восточной Пруссии. Прошёл путь от рядового лётчика до штурмана полка. В одном из вылетов летом 1943 года был ранен, дотянул подбитый Ил-2 до своей территории и совершил посадку. Очнулся уже в госпитале. Только через 4 месяца вернулся в полк. В феврале 1944 года стал командиром эскадрильи. Член КПСС с 1944 года.
Командир эскадрильи 999-го штурмового авиационного полка капитан Иванов с 18 июля 1943 года по 22 сентября 1944 года совершил 119 боевых вылетов, из них 102 на штурмовку и 17 на разведку противника. Уничтожил и повредил около 150 орудий полевой и зенитной артиллерии, 59 автомашин, 14 паровозов, 18 железнодорожных вагонов, 5 самолётов, 14 дзотов, 5 орудий тяжёлой артиллерии, обстреливавшей Ленинград. Эскадрилья Иванова только с 1 февраля по 22 сентября 1944 года совершила 615 боевых вылетов на штурмовку войск и объектов противника.
Представляя в сентябре 1944 года капитана Иванова к высшей награде, командир полка писал: «Умелые штурмовые действия Иванова широко известны войскам Ленинградского фронта, чьи наступательные действия он отлично прикрывал с воздуха. Они известны и жителям города Ленинграда, чьи жизни он спасал в суровые дни блокады».
Указом Президиума Верховного Совета СССР от 23 февраля 1945 года за образцовое выполнение заданий командования и проявленные мужество и героизм в боях с немецко-фашистскими захватчиками гвардии капитану Иванову Евгению Ниловичу присвоено звание Героя Советского Союза.
Заслуженную награду герой получить не успел. 19 марта 1945 года в районе города Вормдитт (Орнета, Польша) штурман полка капитан Иванов совершил таран, направив горящий самолёт на миномётную батарею противника.
Через три дня город заняли советские войска. Останки Героя Советского Союза Евгения Иванова и стрелка-радиста Королёва похоронили на окраине города. Был перезахоронен — г. Бранево ул. Элблонгска могила № 9 (Польша).
Награждён орденом Ленина, 4-мя орденами Красного Знамени, орденами Суворова 3-й степени, Отечественной войны 1-й и 2-й степеней, медалью «За оборону Ленинграда».
Именем Героя названа улица в городе Лысьва, на зданиях горисполкома и школы установлены мемориальные доски, а в Аллее героев — бюст.